# Rivière Saint-Jacques (vattendrag i Kanada)
Rivière Saint-Jacques är ett vattendrag i Kanada.   Det ligger i provinsen Québec, i den sydöstra delen av landet, 170 km öster om huvudstaden Ottawa.
Omgivningarna runt Rivière Saint-Jacques är en mosaik av jordbruksmark och naturlig växtlighet. Runt Rivière Saint-Jacques är det ganska tätbefolkat, med 83 invånare per kvadratkilometer.